# Martín Muñoz de las Posadas (kommunhuvudort)
Martín Muñoz de las Posadas är en kommunhuvudort i Spanien.   Den ligger i provinsen Provincia de Segovia och regionen Kastilien och Leon, i den centrala delen av landet, 100 km nordväst om huvudstaden Madrid. Martín Muñoz de las Posadas ligger 897 meter över havet och antalet invånare är 420.
Terrängen runt Martín Muñoz de las Posadas är platt. Runt Martín Muñoz de las Posadas är det mycket glesbefolkat, med 7 invånare per kvadratkilometer. Närmaste större samhälle är Arévalo, 12,8 km nordväst om Martín Muñoz de las Posadas. Trakten runt Martín Muñoz de las Posadas består till största delen av jordbruksmark.